# Martin Hron (humorista)
Martin Hron (* 1978 v Přerově) je přerovský kreslíř humoru, komiksu a karikaturista. Původním vzděláním je inženýr zootechniky. Původně se věnoval povoláním jako zootechnik v zoologické zahradě, policista, grafik aj.
Publikuje v humoristickém měsíčníku Trnky-brnky, Deníku, komiksových zinech, Střelecké revui aj.
Jeho nejaktuálnějším komiksem jsou příhody policistů Karel a Barel.